# Universidad Católica de Lovaina (1834-1968)

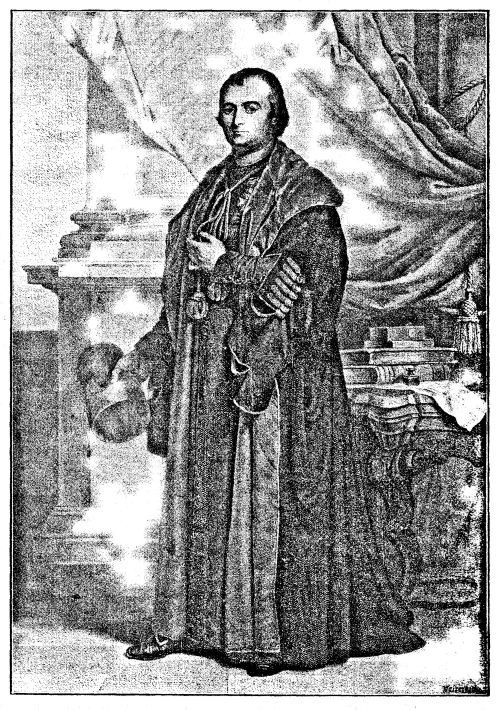
Pierre de Ram, primer rector

La Universidad católica de Malinas que sería enseguida Universidad católica de Lovaina (en francés, Université catholique de Louvain, latín, Universitas catholica Lovaniensis, neerlandés Katholieke Universiteit te Leuven) es una universidad belga fundada en Malinas el 8 de noviembre de 1834, y después instalada solamente en Lovaina el 1 de diciembre de 1835, ciudad sede de instituciones universitarias: Studium Generale Lovaniense (1425-1797), Collegium Trilingue fundado en 1517, Universidad estatal de Lovaina (1817-1831).
A raíz de la crisis lingüística de Lovaina de 1968, quedó dividida en dos.
- Katholieke Universiteit Leuven (KU Leuven), neerlandófona.
- Université catholique de Louvain (UCLouvain), francófona.